# Ziling
Ziling  est une localité du Cameroun située dans l'arrondissement de Maroua I, le département du Diamaré et la région de l’Extrême-Nord.

## Historique
Ziling est un quartier créé le 23 avril 2007 par le décret présidentiel.

## Géographie
Ziling est un village. Il se trouve à proximité de la localité de Bellaré, ainsi que du village de Makoumba.

## Population
La population de la ville ne cesse d’augmenter. En 1976, lorsqu’elle englobe les quartiers périphériques vers Makabay, Ziling, Palar I et Palar II (soit 4 061 habitants), elle compte 67 000 personnes. Lors du recensement de 2005, on y a dénombré 6 033 personnes.